# Viljem III. iz Bronckhorsta
Viljem III. iz Bronckhorsta in Batenburga (okoli 1284-1328), vitez, je bil gospod gospod Bronkhorstski in gospod Rekemski in Batenburški. Umrl je v bitki pri Hasseltu proti prebivalcem Lièga leta 1328. Bil je sin Gijsberta IV. iz Bronckhorsta in Elizabete Steinfurtske.

## Biografija

### Poroka in otroci
Leta 1315 se je poročil z Johano (1290 - 28. november 1351), dedno damo Batenburga, hčerko Dirka, gospoda Batenburškega (1264-1315) in Mehteld NN (ok. 1268-). Viljem in Johana sta starša:
- Gijsbert V. Bronkhorstski
- Diderik Batenburški (-pred 1351). Umrl neporočen pred letom 1351.
- Baldvin Batenburški. Bil je v službi vojvode Rainalda Gelderskega in umrl v bitki pri Hamontu proti prebivalcem Lièga leta 1344 [1]

### Gospostvo Batenburg
Zaradi njegove poroke z Johano Batenburško je gospostvo Batenburg prišlo v roke gospodov iz Bronckhorsta. Leta 1317 mu je cesar Ludvik Bavarski podelil gospostvo, istega leta pa je pridobil pravico do pobiranja mitnine in pravico do kovanja denarja .

### Grad Hackfort
Viljem iz Bronckhorsta-Batenburški je omenjen v listini iz leta 1324 kot prodajalec posesti v Hacvordeju Jakobu I. Weelleju .